# Левитин, Анатолий Павлович
Анато́лий Па́влович Леви́тин (16 июля 1922, Москва — 11 октября 2018, Санкт-Петербург) — советский и российский живописец, педагог, профессор. Член Президиума (2000—2018) и вице-президент (2009—2018) Российской академии художеств. Участник Великой Отечественной войны.
Академик АХ СССР (1988; член-корреспондент 1975). Народный художник РСФСР (1980). Член Союза художников СССР с 1951 года.

## Биография
Левитин Анатолий Павлович родился в Москве, в семье скрипача и музыкального педагога Павла Исаевича Левитина. В 1936—1941 годах занимался в Средней художественной школе при Всероссийской Академии художеств в Ленинграде. В 1941 году призван в Красную Армию, окончил училище зенитной артиллерии. Воевал на Северо-Кавказском фронте в 443-м зенитно-артиллерийском полку старшим техником-лейтенантом. Награждён орденом «Красная звезда», медалями «За оборону Кавказа», «За победу над Германией».
После демобилизации в 1945 году был принят на второй курс живописного факультета Ленинградского института живописи, скульптуры и архитектуры имени И. Е. Репина. Занимался у Бориса Фогеля, Леонида Овсянникова, Лии Островой, Александра Деблера, Александра Зайцева. В 1946 году женился на сокурснице по институту Копытцевой Майе Кузьминичне, с которой прожил в браке 58 лет. В 1951 году окончил институт по мастерской академика Бориса Иогансона. Дипломная работа — картина «Обмен стахановским опытом».
В 1951 году принят в члены Ленинградского Союза художников. Участник ленинградских, республиканских и всесоюзных выставок с 1951 года. Первую большую известность принесло участие во Всемирной выставке в Брюсселе в 1958 году, где его картина «Тёплый день» получила бронзовую медаль. Был отмечен серебряной медалью Академии художеств СССР. Писал портреты, жанровые и исторические картины, пейзажи. В 1963 году был удостоен почётного звания заслуженный художник РСФСР. В 1975 был избран членом-корреспондентом Академии художеств СССР.
С 1987 года возглавлял живописную мастерскую Красноярского государственного художественного института. В 1980 году был удостоен почётного звания народный художник РСФСР. Являлся действительным членом Российской Академии художеств, являлся вице-президентом Академии художеств, председателем отделения «Урал, Сибирь, Дальний восток» Российской Академии художеств (Красноярск). В 1989-92 годах работы художника с успехом экспонировались на выставках и аукционах русской живописи L' Ecole de Leningrad во Франции.
Произведения Левитина Анатолия Павловича находятся в собрании Государственного Русского музея, в музеях и частных собраниях в России, КНР, Японии, Франции и других странах.
11 марта 2014 года подписал обращение деятелей культуры Российской Федерации в поддержку политики президента РФ В. В. Путина на Украине и в Крыму.
Скончался 11 октября 2018 года.

## Выставки
- 1956 год (Ленинград): Осенняя выставка произведений ленинградских художников.
- 1957 год (Ленинград): 1917 - 1957. Выставка произведений ленинградских художников.
- 1960 год (Ленинград): Выставка произведений ленинградских художников.
- 1964 год (Ленинград): Ленинград. Зональная выставка.
- 1975 год (Ленинград): Наш современник. Зональная выставка произведений ленинградских художников.
- 1980 год (Ленинград): Зональная выставка произведений ленинградских художников.
- 2000 год (Санкт-Петербург): Выставка, посвящённая 55-летию победы в Великой Отечественной войне.